# Landolfshausen
Landolfshausen ist eine Gemeinde in Südniedersachsen in der Samtgemeinde Radolfshausen im Landkreis Göttingen.

## Geografie
Landolfshausen liegt an der Suhle, etwa 18 km östlich von Göttingen und zehn Kilometer westlich von Duderstadt. Die Nachbargemeinden sind Ebergötzen, Seulingen und Waake.
Zu Landolfshausen gehören die Ortsteile Mackenrode, Potzwenden und Falkenhagen.

## Geschichte
Die erste Erwähnung Landolfshausens findet man in den Traditiones Fuldenses, in welcher der Ort unter dem Namen Lantolfshausen geführt wird, sowie in den Güterlisten des Hildesheimer Michaelisklosters und des Klosters Reinhausen. Die von Bischof Bernward von Hildesheim ausgestellte Urkunde datiert auf das Jahr 1022 und wird heute als Fälschung angesehen.
In diesem Dokument wird zudem das während der spätmittelalterlichen Wüstungseperiode aufgelassene Dorf Svechusen im Leinegau angesprochen, welches sich unmittelbar in der Nachbarschaft des damaligen Landwardeshusen befand. Eine weitere benachbarte Wüstung war das ebenfalls im Spätmittelalter aufgelassene Dorf Drudewenshusen.
Während des Spätmittelalters war Landolfshausen Bestandteil der Herrschaft Plesse, dies geht aus einem Bericht hervor, welcher aussagt, dass die Vertreter der Herren von Plesse Gottschalk der Ältere sowie sein Bruder Jan und Gottschalks Sohn Gottschalk 1395 dem Stift zu Pöhlde ihr halbes Dorf zu Radeleveshusen mit dem Zehnten, Vorwerk sowie allen Frucht- und Geldzinsen für 56 Göttinger Mark verkauften. Mit diesem Betrag lösten die Plesser wiederum ihre Dörfer Valckenhagen (Falkenhagen), Landolfshausen und Radeleveshusen ein, die zwischenzeitlich im Besitz von Heinrich von Stockhausen waren.
Darüber hinaus ist bezeugt, dass die Herren von Plesse das Gericht Landolfshausen mitsamt der wüsten Ortschaft Svechusen gekauft haben. Sie machten das umliegende, stellenweise wüstgefallene Land wieder urbar und verlehnten es als Erbzinsgut von 124 ½ Morgen.
Um das Jahr 1818 hatte Landolfshausen 526 Einwohner. Später, Mitte des 19. Jahrhunderts, zählte der Ort zum ehemaligen Amt Radolfshausen. Gemeinsam mit der nahe gelegenen Trudelshäuser Mühle bildete er einen Gemeindeverband und zählte insgesamt 636 Einwohner, die in 106 Häusern wohnten.
Am 1. Januar 1973 wurden die Gemeinden Falkenhagen, Mackenrode und Potzwenden eingegliedert.

## Politik
Die letzten beiden Gemeinderatswahlen am 11. September 2016 und am 12. September 2021 führten zu folgenden Ergebnissen:

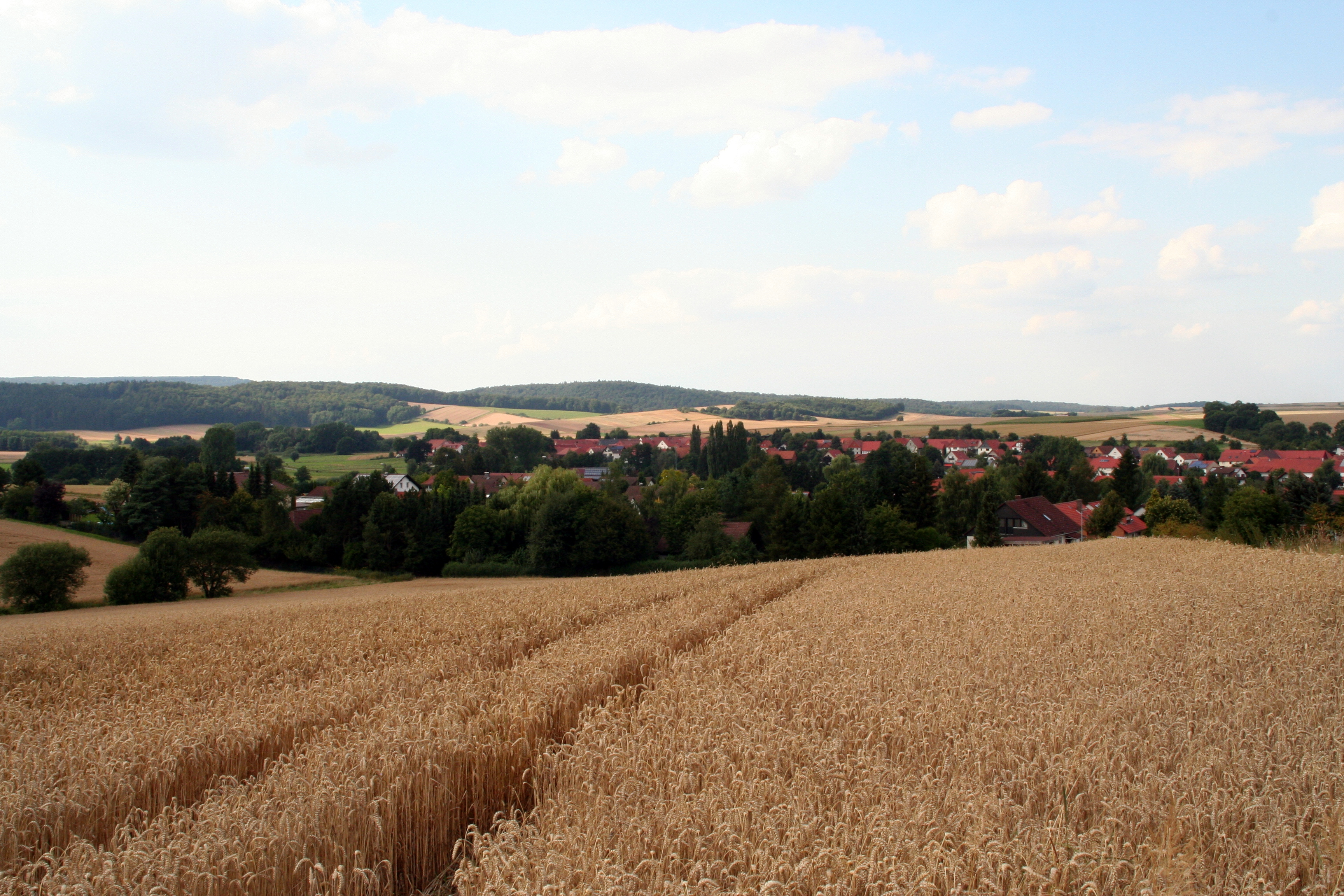
Landolfshausen

| Parteien und Wählergemeinschaften | Parteien und Wählergemeinschaften           | % 2016 | Sitze 2016 | % 2021 | Sitze 2021 | Gemeinderatswahl2021 %80706050403020100 71,73 % (+3,03 %p)28,27 % (−3,03 %p) SPDCDU20162021 |
| SPD                               | Sozialdemokratische Partei Deutschlands     | 68,7   | 8          | 71,73  | 8          | Gemeinderatswahl2021 %80706050403020100 71,73 % (+3,03 %p)28,27 % (−3,03 %p) SPDCDU20162021 |
| CDU                               | Christlich Demokratische Union Deutschlands | 31,3   | 3          | 28,27  | 3          | Gemeinderatswahl2021 %80706050403020100 71,73 % (+3,03 %p)28,27 % (−3,03 %p) SPDCDU20162021 |
| Gesamt                            | Gesamt                                      | 100,0  | 11         | 100,0  | 11         | Gemeinderatswahl2021 %80706050403020100 71,73 % (+3,03 %p)28,27 % (−3,03 %p) SPDCDU20162021 |
| Wahlbeteiligung in %              | Wahlbeteiligung in %                        | 76,16  | 76,16      | 77,52  | 77,52      | Gemeinderatswahl2021 %80706050403020100 71,73 % (+3,03 %p)28,27 % (−3,03 %p) SPDCDU20162021 |

## Wappen
| Wappen von Landolfshausen | Blasonierung: „Im roten Schild eine eingebogene, gestürzte, unten offene, silberne (weiße) Spitze (Taschenzug). Darin eine aus dem Schildfuß hervorkommende Sumpfdistel mit grünem Stengel, grünen Blättern und zwei Blüten mit roten Staubgefäßen.“ |
| Wappen von Landolfshausen | Wappenbegründung: Das Wappen symbolisiert die Verbundenheit zur Natur sowie die Tallage des Ortes an der Suhla. Nordwestlich des Ortes gibt es ein Sumpfgebiet, wo die seltene Sumpfdistel wächst.                                                   |

## Kultur und Sehenswürdigkeiten

### Musik
In Landolfshausen gibt es die Original Landolfshäuser Blasmusikanten.
Seit 2014 gibt es das jährliche Festival „Champions der Blasmusik“ im Dorfgemeinschaftshaus.

### Sport
Der TSV Landolfshausen hat circa 600 aktive und passive Mitglieder. Hervorzuheben sind die Sektionen Fußball, Handball und Tischtennis.

### Sehenswürdigkeiten
- Aussichtsturm Harzblick nahe Mackenröder Spitze im Göttinger Wald
- Kirche St. Petri

## Persönlichkeiten
- Dietrich Stichtenoth (1913–1964), Historiker

## Sagen
- Ludwig Bechstein: Von den Schweckhäuserbergen[10] (Sage über die Schweckhäuserberge zwischen den Orten Waake, Landolfshausen und Mackenrode. Angeblich stand dort auch eine Raubritterburg.)